# 대한민국 헌법 제2조
대한민국 헌법 제2조는 국적법정주의와 재외국민 보호 의무를 규정한 대한민국 헌법의 조항이다. 2항으로 구성되어 있다.

## 본문
① 대한민국의 국민이 되는 요건은 법률로 정한다.

② 국가는 법률이 정하는 바에 의하여 재외국민을 보호할 의무를 진다.

## 내용
- 국민의 요건
- 국가의 재외국민 보호 의무
- 국적은 단행의 법률로 규정함.

## 주요 판례
- “헌법 제2조 제2항에서 정한 국가의 재외국민 보호의무에 의하여 재외국민이 거류국에 있는 동안 받게 되는 보호는, 조약 기타 일반적으로 승인된 국제법규와 당해 거류국의 법령에 의하여 누릴 수 있는 모든 분야에서 정당한 대우를 받도록 거류국과의 관계에서 국가가 하는 외교적 보호와 국외 거주 국민에 대하여 정치적인 고려에서 특별히 법률로써 정하여 베푸는 법률ㆍ문화ㆍ교육 기타 제반영역에서의 지원을 뜻하는 것”이라고 판시한 바 있다.[1]

- “중국동포와 같이 특수한 국적상황에 처해 있는 자들의 이중국적 해소 또는 국적선택을 위한 조약을 우리 정부가 중국과 체결할 의무를 명시적으로 위임하고 있다고 볼 수 없고 …중국동포의 특수한 상황을 고려하여 그들의 국적회복을 위한 특별법을 제정하거나 조약을 체결할 헌법상 의무가 국가에게 있다는 명시적인 위임으로 볼 수 없고, 뿐만 아니라 동 규정 및 그 밖의 헌법규정의 해석상 그와 같은 법률의 제정 또는 조약체결 의무가 국가에게 있다고 할 수도 없다”고 판시하였다.[2]

- 정부 수립 이후의 이주동포와 정부 수립 이전의 이주 동포의 혜택에 차별을 두는 재외동포의출입국과법적지위에관한법률 제2조 제2호에 대한 위헌확인 소송에서 “정부수립이후이주동포와 정부수립이전이주동포는 이미 대한민국을 떠나 그들이 거주하고 있는 외국의 국적을 취득한 우리의 동포라는 점에서 같”으며, 이주 시기는 “법적으로 같게 취급되어야 할 동일성을 훼손할 만한 본질적인 성격”이 아니라고 판시하였다. 따라서 후자에 대해 출입국기회 및 취업기회 차단 등의 규정을 두는 것에 대해 헌법상의 평등의 원칙에 위배된다.[3]

- 국적은 성문의 법령을 통해서가 아니라 국가의 생성과 더불어 존재하는 것이다.[4]

## 연혁
- 제5공화국 헌법에서 재외국민의 보호조항이 신설되었으며, 현행 헌법에서 국가의 의무로 규정되었다.

## 비교 헌법 조문
일본국 헌법 제10조(일본국민의 되는 요건) 일본 국민의 요건은 법률로 이를 정한다.

## 같이 보기
- 대한민국 헌법 제1장
- 국적법
- 재외국민
- 재외동포법 위헌확인 사건
- 출입국관리법
- 재외국민등록법
- 공직선거법